# وردة ترالي 2014
كانت وردة ترالي 2014 (بالإنجليزية: 2014 Rose of Tralee)‏ الدورة الخامسة والخمسين للمهرجان الدولي الأيرلندي السنوي «وردة ترالي» الذي أقيم في الفترة من 15 إلى 19 أغسطس 2014. وتم بث نهائيات المسابقة الدولية على الهواء مباشرة بواسطة قناة راديو وتلفزيون أيرلندا الأولى يومي 18 و 19 أغسطس.

توجت وردة فيلادلفيا، ماريا والش، الفائزة في المسابقة في 19 أغسطس. كانت قد ولدت في بوسطن في الولايات المتحدة الأمريكية وتبلغ من العمر 27 عامًا وقد انتقلت إلى مدينة شرول، في مقاطعة مايو في أيرلندا في عام 1994. بعد دراستها الجامعية، هاجرت إلى مدينة نيويورك في الولايات المتحدة ثم انتقلت إلى مدينة فيلادلفيا في عام 2011.
وقيل انها كانت المفضلة عند المراهنين، مع تقدم مؤسسة بادي باور للمراهنة لاحتمال 2/5 لها أن تأخذ النصر.
كشفت والش أنها مثلية الجنس بعد خمسة أيام من تتويجها.